# Giải bóng đá nữ Vô địch U-19 Quốc gia Việt Nam
Giải bóng đá nữ vô địch U-19 Quốc gia (hay còn gọi là Giải bóng đá nữ U-19 quốc gia) là giải đấu thường niên dành cho các đội bóng đá nữ dưới 19 tuổi tại Việt Nam. Giải được Liên đoàn bóng đá Việt Nam tổ chức nhằm tìm kiếm các tài năng bóng đá nữ, qua đó bổ sung lực lượng kế cận cho đội tuyển bóng đá nữ trực thuộc các tỉnh thành và đội tuyển nữ quốc gia.
Giải đấu hiện nay có 6 đội tham dự. Đương kim vô địch hiện tại là U-19 nữ Hà Nội.

## Lịch sử
Giải bóng đá nữ U-19 Quốc gia chính thức thành lập ngày 17 tháng 8 năm 2007 tại sở Thể dục thể thao tỉnh Hà Tây do ông Trương Hải Tùng, nguyên Phó Trưởng phòng bóng đá nữ, bóng đá phòng trào của Liên đoàn bóng đá Việt Nam khởi xướng. Ban đầu giải chỉ dành cho cầu thủ nữ dưới 18 tuổi với tên gọi Giải bóng đá nữ U-18 Quốc gia. Trong hai mùa giải vào các năm 2007 và 2008, giải áp dụng luật thi đấu sân 7 người. Giải đấu quy tụ 6 đội bóng và thi đấu vòng tròn một lượt để tính điểm xếp hạng.
Đến năm 2009, giải được nâng lên thêm một cấp độ tuổi và đổi tên thành Giải bóng đá nữ U-19 Quốc gia. Số lượng khán giả tham dự trận đấu cao nhất với 14.000 khán giả vào mùa giải 2009 trong trận chung kết giữa U-19 nữ Hà Nội và U-19 nữ Gang Thép Thái Nguyên trên Sân vận động Hà Nam, thành phố Phủ Lý, tỉnh Hà Nam vào ngày 28 tháng 8 năm 2009.
Số lượng các đội bóng tham dự cũng như luật thi đấu được áp dụng theo từng năm. Kể từ khi ra mắt năm 2007, đội bóng vô địch nhiều nhất à U-19 nữ Hà Nội với 9 lần lên ngôi.

## Các câu lạc bộ hiện tại
Tính đến Ngày 2 tháng 11 năm 2022 trên trang chủ VFF.
- U-19 Hà Nội
- U-19 Thành phố Hồ Chí Minh
- U-19 Than Khoáng Sản Việt Nam
- U-19 Phong Phú Hà Nam
- U-19 Thái Nguyên T&T
- U-19 Sơn La

## Các đội đoạt huy chương
| Năm  | Nơi đăng cai           | Thành tích các đội tham dự       | Thành tích các đội tham dự       | Thành tích các đội tham dự       |
| ---- | ---------------------- | -------------------------------- | -------------------------------- | -------------------------------- |
| Năm  | Nơi đăng cai           | Vô địch                          | Hạng nhì                         | Hạng ba                          |
| 2007 | Hà Đông                | U-18 nữ Hà Tây                   | U-18 nữ Phong Phú Hà Nam         | U-18 nữ Thái Nguyên              |
| 2008 | Thái Nguyên            | U-18 nữ Hòa Hợp Hà Nội           | U-18 nữ Hà Nội                   | U-18 nữ Thái Nguyên              |
| 2009 | Hà Nam                 | U-19 nữ Hà Nội                   | U-19 nữ Phong Phú Hà Nam         | U-19 nữ Gang Thép Thái Nguyên    |
| 2010 | Quảng Ninh             | U-19 nữ Phong Phú Hà Nam         | U-19 nữ Hà Nội Tràng An          | U-19 nữ Thành phố Hồ Chí Minh    |
| 2011 | Hà Nam                 | U-19 nữ Phong Phú Hà Nam         | U-19 nữ Hà Nội Tràng An          | U-19 nữ Thành phố Hồ Chí Minh    |
| 2012 | Thái Nguyên            | U-19 nữ Hà Nội                   | U-19 nữ Phong Phú Hà Nam         | U-19 nữ Thành phố Hồ Chí Minh    |
| 2013 | Hà Nam                 | U-19 nữ Hà Nội                   | U-19 nữ Than Khoáng Sản Việt Nam | U-19 nữ Phong Phú Hà Nam         |
| 2014 | TTĐT BĐ Việt Nam       | U-19 nữ Hà Nội                   | U-19 nữ Thành phố Hồ Chí Minh    | U-19 nữ Than Khoáng Sản Việt Nam |
| 2015 | Hà Nam                 | U-19 nữ Than Khoáng Sản Việt Nam | U-19 nữ Hà Nội                   | U-19 nữ Thành phố Hồ Chí Minh    |
| 2016 | Hà Nam                 | U-19 nữ Phong Phú Hà Nam         | U-19 nữ Than Khoáng Sản Việt Nam | U-19 nữ Hà Nội                   |
| 2017 | Thành phố Hồ Chí Minh  | U-19 nữ Than Khoáng Sản Việt Nam | U-19 nữ Phong Phú Hà Nam         | U-19 nữ Hà Nội                   |
| 2018 | TTĐT BĐ Việt Nam       | U-19 nữ Hà Nội                   | U-19 nữ Thành phố Hồ Chí Minh    | U-19 nữ Than Khoáng Sản Việt Nam |
| 2019 | Hà Nam                 | U-19 nữ Hà Nội                   | U-19 nữ Thành phố Hồ Chí Minh    | U-19 nữ Phong Phú Hà Nam         |
| 2020 | TTĐT BĐ Việt Nam       | U-19 nữ Hà Nội Watabe            | U-19 nữ Than Khoáng Sản Việt Nam | U-19 nữ Phong Phú Hà Nam I       |
| 2021 | Sân vận động Thanh Trì | U-19 nữ Than Khoáng Sản Việt Nam | U-19 nữ Hà Nội Watabe            | U-19 nữ Thành phố Hồ Chí Minh    |
| 2022 | TTĐT BĐ Việt Nam       | U-19 nữ Hà Nội                   | U-19 nữ Phong Phú Hà Nam         | U-19 nữ Thái Nguyên T&T          |

## Cầu thủ xuất sắc nhất giải
- 2007 - Bùi Thuý An (5 - Hà Tây)
- 2008 - Nguyễn Thị Thanh Hương (10 - Phong Phú Hà Nam)
- 2009 - Nguyễn Thị Nguyệt (11 - Phong Phú Hà Nam)
- 2011 - Nguyễn Thị Tuyết Dung (21 - Phong Phú Hà Nam)
- 2010 - Nguyễn Thị Liễu (18 – Phong Phú Hà Nam)
- 2012 - Trần Thị Thảo Nguyên (7 - Thành phố Hồ Chí Minh)
- 2013 - Phạm Hải Yến (12 - Hà Nội)
- 2014 - Lê Hoài Lương (5- Thành phố Hồ Chí Minh)
- 2015 - Biện Thị Hằng (13 - Hà Nội)
- 2016 - Lê Thị Cúc (15 - Phong Phú Hà Nam)
- 2017 - Nguyễn Thị Trúc Hương (7 - Than Khoáng Sản Việt Nam)
- 2018 - Ngân Thị Vạn Sự (16 - Hà Nội)
- 2019 - Ngân Thị Vạn Sự (16 - Hà Nội)
- 2020 - Trần Thị Thu Xuân (7, Than Khoáng Sản Việt Nam)
- 2021 - Trần Nhật Lan (11, Than Khoáng Sản Việt Nam)
- 2022 - Vũ Thị Hoa (8, Hà Nội)

## Vua phá lưới
- 2007 - Vũ Thị Nhung (21 - Hà Tây)
- 2008 - Nguyễn Thị Nguyệt (11 - Phong Phú Hà Nam), Nguyễn Hương Giang (9 - Thái Nguyên), Trần Mai Tuyền (6 - Thái Nguyên), Nguyễn Thị Hương (10 - Hòa Hợp Hà Nội), Nguyễn Thị Phượng (5 - Than Khoáng Sản Việt Nam), Nguyễn Thị Thảo (7 - Than Khoáng Sản Việt Nam), Trịnh Ngọc Hoa (9 - Thành phố Hồ Chí Minh) (2 bàn)
- 2009 - Nguyễn Thị Nguyệt (11 - Phong Phú Hà Nam) (6 bàn)
- 2010 - Phan Thị Trang (10 - Thành phố Hồ Chí Minh) (3 bàn)
- 2011 - Nguyễn Thị Tuyết Dung (21 - Phong Phú Hà Nam) (4 bàn)
- 2012 - Nguyễn Thị Mỹ Hảo (16 - Hà Nội), Vũ Thị Nhung (21 - Hà Nội) (4 bàn)
- 2013 - Phạm Hải Yến (12 - Hà Nội) (7 bàn)
- 2014 - Lê Hoài Lương (5 - Thành phố Hồ Chí Minh) (10 bàn)
- 2015 - Nguyễn Thị Vạn (21 - Than Khoáng Sản Việt Nam, 9 bàn)
- 2016 - Lê Thị Cúc (15 - Phong Phú Hà Nam, 3 bàn), Nguyễn Thị Thúy Hằng (19, Than Khoáng Sản Việt Nam, 3 bàn)
- 2017 - Nguyễn Thị Nụ (25 - Phong Phú Hà Nam, 5 bàn), Hà Thị Nhài (23 - Than KSVN, 5 bàn)
- 2018 - Nguyễn Thị Thanh Nhã (11 - Hà Nội, 6 bàn)
- 2019 - Trần Thị Hải Linh (12, Hà Nội, 3 bàn), Nguyễn Thị Thanh Nhã (11, Hà Nội, 3 bàn), Ngân Thị Vạn Sự (16, Hà Nội, 3 bàn), Nguyễn Thị Tuyết Ngân (28, TP Hồ Chí Minh, 3 bàn)
- 2020 - Trần Thị Lan Anh (7, Phong Phú Hà Nam I, 7 bàn)
- 2021 - Vũ Thị Hoa (41, Hà Nội Watabe, 10 bàn)
- 2022 - Vũ Thị Hoa (8, Hà Nội, 7 bàn)

## Thủ môn xuất sắc nhất
- 2007 - Không có
- 2008 - Không có
- 2009 - Cao Thị Lợi (1 - Hà Nội)
- 2010 - Trịnh Thị Huệ (Phong Phú Hà Nam)
- 2011 - Lại Thị Tuyết (23 - Phong Phú Hà Nam)
- 2012 - Lại Thị Tuyết (23 - Phong Phú Hà Nam)
- 2013 - Nguyễn Thị Hằng (25 - Hà Nội)
- 2014 - Nguyễn Thị Hằng (25 - Hà Nội)
- 2015 - Vũ Thị Hồng Nhung (25 - Than Khoáng Sản Việt Nam)
- 2016 - Trần Thị Hải Yến (24 - Phong Phú Hà Nam)
- 2017 - Trần Thị Ngọc Anh (28 - Than KSVN)
- 2018 - Trần Thị Ngọc Anh (28 - Than KSVN)
- 2019 - Danh Thị Kiều My (37, TP Hồ Chí Minh)
- 2020 - Nguyễn Thị Thùy Anh (37, Hà Nội Watabe)
- 2021 - Nguyễn Thị Bích Ngọc (26, Than Khoáng Sản Việt Nam)
- 2022 - Đào Thị Kiều Oanh (16, Hà Nội)